# Casimir von Kothen
Casimir von Kothen, född 29 maj 1807 i Lokalax, död 25 november 1880 i Mecklenburg-Schwerin, var en finländsk friherre och politiker. Han var farbror till Axel von Kothen.
Efter att 1822 ha blivit student vid Kejserliga Akademien i Åbo inträdde von Kothen 1826 i rysk krigstjänst. Han blev 1840 överstelöjtnant vid Livgardets finska skarpskyttebataljon, förordnades samma år till direktör för generalguvernörens i Finland kansli och var 1844–46 tillförordnad samt 1846–53 ordinarie guvernör i Viborgs län. På sistnämnda plats ådrog han sig uppmärksamhet genom sin benägenhet för förändringar och sin böjelse att, när stundens krav så tycktes fordra, åsidosätta lagens bud. Samma egenskaper visade han som chef sedan 1853 för ecklesiastik- och sedan 1858 för militieexpeditionerna i senaten. Allmänheten emottog därför med tillfredsställelse underrättelsen, att han 1859 erhållit avsked från sina ämbeten. 
Därefter tillbringade von Kothen tio år i Ryssland i olika befattningar, men återvände 1869 till hemlandet som tillförordnad vice kansler vid Helsingfors universitet, varjämte han samma år utnämndes till ordförande i den nyupprättade överstyrelsen för skolväsendet i Finland. Inom universitetet visade sig hans inflytande i utfärdandet av flera nya reglementen. I skolöverstyrelsen gjorde han till sin huvuduppgift att arbeta för ryska språkets införande som obligatoriskt läroämne i elementarläroverken liksom för grundläggandet av "reallyceer", i vilka huvudvikten skulle läggas på studiet av de moderna språken, medan de klassiska vore valfria. 
Det självrådiga handlingssätt, som von Kothen uppvisade, hade emellertid framkallat en allmän ovilja, vilken kom till uttryck vid 1872 års lantdag. Då godkände ständerna åtskilliga petitionsmemorial om förändring i skolstyrelsens organisation och om återkallandet av den beslutade indragningen av den finska avdelningen av Normallyceum i Helsingfors. Då även senaten delvis gick på samma linje, var von Kothens inflytande brutet. År 1874 erhöll han avsked från sina ämbeten och drog sig tillbaka till Mecklenburg.